# حادثه‌جویان (فیلم ۱۹۹۹)
حادثه‌جویان (انگلیسی: Thrill Seekers) فیلمی در ژانر علمی–تخیلی به کارگردانی ماریو فیلیپ آتزوپاردی است که در سال ۱۹۹۹ منتشر شد. از بازیگران آن می‌توان به کاسپر ون دین، کاترین بل و جولیان ریچینگز اشاره کرد.
این فیلم در تورنتو، همیلتون، انتاریو، انتاریو و کانادا فیلم‌برداری شده است.

## بازیگران
- کاسپر ون دین
- کاترین بل
- تریسا سالدانا
- پیتر اوتربریج
- جولیان ریچینگز
- کاترین آکسنبرگ
- میمی کیزیک
- مارتین شین
- جیمز آلودی